# Наивные песни
«Наивные песни» — трибьют-альбом группе «НАИВ», в который включены кавер-версии песен группы, исполненные другими исполнителями. Альбом записан на лейбле АиБ Records. Презентация альбома состоялась в московском клубе «Точка» 18 ноября 2005 года.
Группа НАИВ стала третьей российской панк-группой, получившей свой трибьют-альбом, вслед за группами Гражданская оборона и Сектор Газа.
Кавер-версия «Думаешь нет — говоришь да» вошла в концертный репертуар группы Lumen, так в 2006 году песня вошла в концертный альбом «Дыши», а в 2007 году в альбом «Буря».

## Критика и отзывы
Дмитрий Вебер из российского издания журнала Rolling Stone поставил трибьют-альбому «Наивные песни» три звезды из пяти, указав, что он «похож на антологию русского рока „второго эшелона“» и «банкет нищих», и это учитывая, что в число участников попали такие группы, как ПилОт и Ленинград. Среди участников критик также выделил «молодых» и «бодрых» панков — группы Пурген и КЕDЫ, «профессиональных аутсайдеров» — группу Разные люди, Вадима Степанцова и Кирилла Немоляева, и коллег по московской панк-сцене — группы Монгол Шуудан и Distemper. Украшением альбома, с учётом его уровня, была «секс-символ российского панка» Блондинка КсЮ.
С точки зрения Чачи Иванова, лидера группы НАИВ, лучшую работу на альбоме также представила Блондинка КсЮ.

## Список композиций
| №   | Название                       | Исполнитель                             | Длительность |
| --- | ------------------------------ | --------------------------------------- | ------------ |
| 1.  | «Надейся на Себя»              | ПилОт                                   |              |
| 2.  | «Думаешь Нет — Говоришь Да»    | Lumen                                   |              |
| 3.  | «Я не Шучу»                    | Блондинка КсЮ                           |              |
| 4.  | «Измена»                       | Агата Кристи                            |              |
| 5.  | «Тело»                         | Вадим Степанцов & «Лосьон»              |              |
| 6.  | «А В Цеху Его Нет»             | Кирилл Немоляев & Тринадцатое созвездие |              |
| 7.  | «РОК»                          | Ленинград                               |              |
| 8.  | «Суперзвезда»                  | Разные люди                             |              |
| 9.  | «Измена»                       | 1.5кг Отличного Пюре                    |              |
| 10. | «Постоянно Дуют (Каждый День)» | E.S.T.                                  |              |
| 11. | «СЭ-ЛЯ-ВИ (Такова Жизнь)»      | Тринадцатое созвездие                   |              |
| 12. | «Мы всё устроим!»              | Spitfire                                |              |
| 13. | «Героин (Меня убивает)»        | Пурген                                  |              |
| 14. | «Незнайка»                     | Монгол Шуудан                           |              |
| 15. | «Дурак»                        | I.F.K.                                  |              |
| 16. | «Fight, Rebel & Riot»          | SPb. Ska Jazz Review                    |              |
| 17. | «Я Ложусь Спать»               | КЕDЫ                                    |              |
| 18. | «Утро»                         | Distemper                               |              |
| 19. | «Бременские Музыканты»         | Приключения Электроников                |              |
| 20. | «Я Устал»                      | Король и Шут                            |              |